# Harrington faccia-di-bambino
Harrington faccia-di-bambino (Baby Face Harrington) è un film del 1935 diretto da Raoul Walsh. Il ruolo di Willie Harrington è interpretato da Charles Butterworth.

## Trama

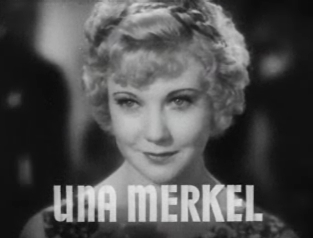
Una Merkel nel ruolo di Millie

Willie Harrington, ragioniere della banca di una piccola città di provincia, viene sospettato di essere a capo di una banda di rapinatori. Sua moglie, convinta che sia un bandito, chiede il divorzio. Il poveretto, rapito e tenuto in ostaggio dai malviventi, è oggetto di una caccia all'uomo a tutto campo da parte delle forze di polizia.

## Produzione
Girato dal 21 gennaio 1935 all'8 febbraio 1935, il film fu prodotto per la MGM da Edgar Selwyn, autore insieme a William LeBaron di Something to Brag About, il lavoro teatrale da cui è tratto il film.

## Distribuzione
Distribuito dalla MGM attraverso il circuito Loew's delle sue sale, il film uscì negli Stati Uniti il 12 aprile 1935.

### Date di uscita
IMDb
- USA	12 aprile 1935	 (limited)
- USA	19 giugno 1935
- Danimarca	26 dicembre 1935

Alias
- Baby Face Harrington	USA (titolo originale)
- Baby Face Harrington	UK
- Baby-ansigt	Danimarca
- Harrington faccia-di-bambino	Italia
- Public Enemy No. 2	USA (titolo di lavorazione)